# Staatsanwaltschaftsgesetz
Das  Staatsanwaltschaftsgesetz (StAG) vom 15. Dezember 2011 regelt die Aufgaben und Organisation sowie das Dienstrecht der Staatsanwälte und der nicht-staatsanwaltlichen Angestellten der liechtensteinischen Staatsanwaltschaft (StA) (Art 1 StAG).
Spezialgesetzliche Vorschriften über das Dienstrecht der nicht-staatsanwaltlichen Angestellten gemäss Staatspersonalgesetzes werden durch das StAG nicht abgeändert. Diese Bestimmungen gehen dem StAG weiterhin vor (Art 25 StAG).

## Zweck der Regelung
Das StAG dient insbesondere der Regelung:
- der Aufgaben, Organisation und Ausbildung von Staatsanwälten;
- des Weisungsrechts;
- der Berichtspflichten;
- des Dienstrechts;
- der Beziehung der Staatsanwaltschaft zu den Gerichten.

Die zwei Schwerpunkte des StAG sind in den Abschnitten II (Organisation, Art 4 bis 24 StAG) und III. (Dienstrecht, Art 25 bis 51 StAG) zu sehen.
Das StAG wird durch die liechtensteinische Strafprozessordnung (StPO) und weitere spezialgesetzliche Bestimmungen ergänzt.

## Aufbau des StAG
I. Allgemeine Bestimmungen
Art 1 Gegenstand
Art 2 Aufgaben der Staatsanwaltschaft
Art 3 Begriffe und Bezeichnungen
II. Organisation
A. Aufbau und Organe der Staatsanwaltschaft
Art 4 Staatsanwälte
Art 5 Leiter der Staatsanwaltschaft
Art 6 Abteilungen
Art 7 Geschäftsstelle
B. Weisungen
Art 8 Grundsatz
Art 9 Remonstrationsrecht, Gewissensschutz, Weisungsbekanntgabe
C. Geschäftsverteilung, Revision, Anwesenheit und Berichterstattung
Art 10 Geschäftsverteilung
Art 11 Revision
Art 12 Anwesenheit im Amt und Rufbereitschaft
Art 13 Berichte
Art 14 Jahresberichte
D. Dokumentation und Registrierung
Art 15 Tagebuch
Art 16 Register
Art 17 Einsicht in Tagebücher und Unterlagen
Art 18 Datenbearbeitung
E. Beziehung zu den Gerichten
Art 19 Verrichtung von Handlungen bei den Gerichten
F. Aufsicht
Art 20 Dienstaufsicht
Art 21 Dienstaufsichtsbeschwerde
G. Ausschluss und Ablehnung von Staatsanwälten
Art 22 Ausschluss
Art 23 Ablehnung
Art 24 Ausschluss- und Ablehnungsverfahren
III. Dienstrecht
A. Allgemeines
Art 25 Anwendbares Recht
B. Staatsanwaltlicher Vorbereitungsdienst
1. Begründung und Auflösung des Dienstverhältnisses
Art 26 Begründung des Dienstverhältnisses
Art 27 Dienstzeit
Art 28 Beendigung des Dienstverhältnisses
2. Ausbildung der Staatsanwaltsanwärter
Art 29 Dauer und Ablauf des Vorbereitungsdienstes
Art 30 Gestaltung und Leitung des Vorbereitungsdienstes
Art 31 Beurteilung des Ausbildungsstandes
C. Begründung des Dienstverhältnisses
Art 32 Ausschreibung und Anstellung
Art 33 Anstellungserfordernisse
Art 34 Dauer des Dienstverhältnisses
Art 35 Diensteid
D. Rechte und Pflichten der Staatsanwälte
Art 36 Allgemeine Pflichten
Art 37 Pflicht zur Befolgung von Weisungen
Art 38 Verschwiegenheitspflicht
Art 39 Entbindung von der Verschwiegenheitspflicht
Art 40 Verbot der Geschenkannahme
Art 41 Ausgeschlossene Tätigkeiten
Art 42 Nebenbeschäftigungen von Staatsanwälten
Art 43 Besoldung und Entschädigung
Art 44 Dienstliche Auslagen
Art 45 Ferien
Art 46 Urlaub und dienstfreie Tage
Art 47 Datenschutz
E. Änderung der Verwendung
Art 48 Vorübergehende Dienstzuteilung
F. Beendigung des Dienstverhältnisses
Art 49 Grundsatz
Art 50 Kündigung
G. Disziplinarrecht
Art 51 Grundsatz
IV. Übergangs- und Schlussbestimmungen
Art 52 Übergangsbestimmungen
Art 53 Aufhebung bisherigen Rechts
Art 54 Inkrafttreten